# City Kirken
City Kirken er en frikirke på Københavns vestegn. Den er en del af Baptistkirken i Danmark og blev startet i Taastrup i 1990 af en række unge mennesker fra andre københavnske baptist menigheder. 
Kirken er meget fællesskabsorienteret og gudstjenesteformen er moderne med rytmisk musik som et grundelement. Som noget særegent har kirken ikke sin egen kirkebygning, men gudstjenesten holdes i forskellige kommunale bygninger som f.eks. kulturcentre og skoler.